# 六硫黄
六硫黄(Hexasulfur)またはヘキサチアン(Hexathiane)は、S6の化学式を持つ無機化合物である。単純なシクロスルファンで、硫黄の同素体の1つである。また、全ての炭素原子が硫黄原子に置換した一連のチアンヘテロ環化合物の最後のものである。 